# Settela Steinbach
Anna Maria (Settela) Steinbach (Sittard-Geleen, 23 de desembre de 1934 - Camp d'extermini Auschwitz II, 31 de juliol de 1944) va ser una nena neerlandesa gasejada pels nazis al camp d'extermini Auschwitz-Birkenau (Auschwitz II).
La seva història es va donar a conèixer quan va aparèixer breument en una pel·lícula de Rudolf Breslauer sobre la història de l'holocaust i dels porraimos. Identificada originalment com a jueva neerlandesa, el 1994 es va descobrir que era gitana, més concretament del grup sinti.

## Biografia
Settela Steinbach va néixer a Buchten (actualment part de Sittard-Geleen, al sud de la província de Limburg). Va ser filla d'un comerciant i violinista. El 16 de maig de 1944 es va organitzar una incursió contra els gitanos arreu dels Països Baixos i va ser arrestada a Eindhoven. Aquell mateix dia, va ser deportada amb 577 persones al camp de concentració de Westerbork. Es van deixar lliures 279 persones perquè, tot i que vivien en caravanes, no eren considerades d'origen gitano. A Westerbork, van afaitar el cap de Steinbach, una mesura preventiva contra les puces. Igual que les altres dones, es va ficar un mocador al voltant del cap per tapar-se.
El 19 de maig de 1944, Settela Steinbach va pujar junt amb altres 244 gitanos en un tren destinat al camp d'extermini Auschwitz-Birkenau, que també transportava presoners jueus. Just abans de tancar-se les portes de vagó, va mirar cap a fora on hi havia un gos o bé a un soldat alemany. Rudolf Breslauer, un pres jueu de Westerbork que després va fer una pel·lícula sota les ordres del comandant del camp alemany, va filmar en aquell moment la seva mirada. Crasa Wagner es trobava al mateix vagó i va escoltar la mare de la nena cridant-la pel seu nom, demanant-li que allunyés de la porta del vagó. Crasa Wagner va sobreviure a Auschwitz i va poder identificar Settela el 1994.

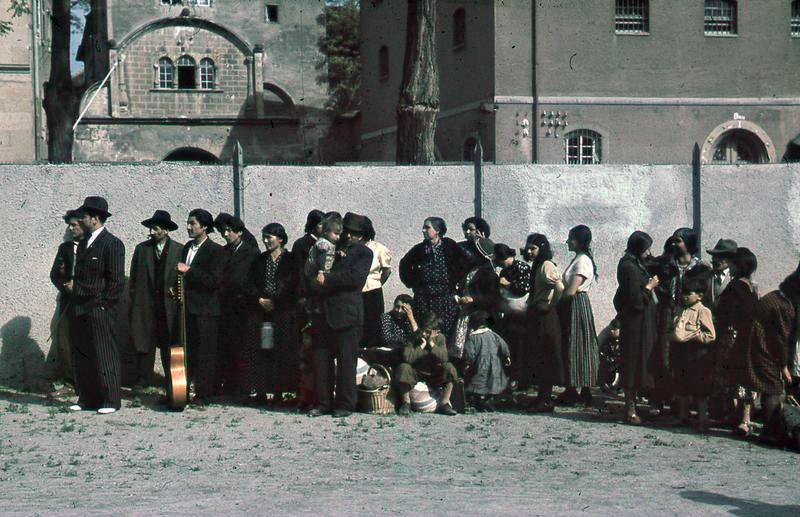
Ciutadans gitanos reunits per a ser deportats per les autoritats alemanyes (1940)
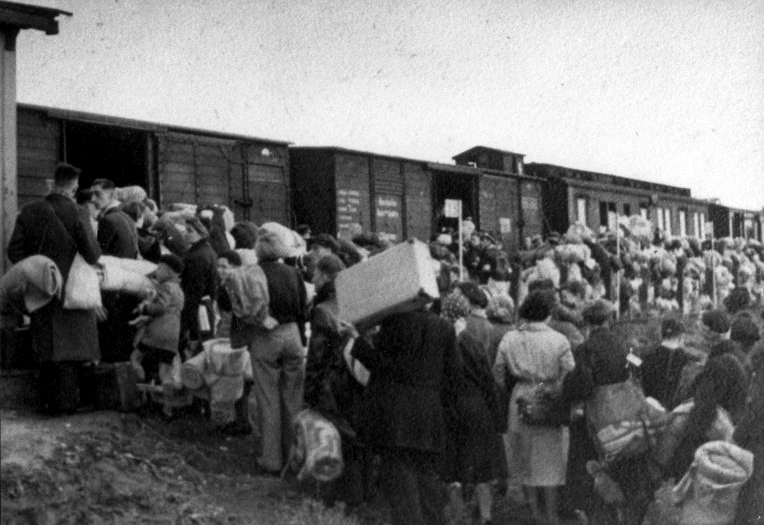
Un tren de deportats al camp de concentració de trànsit i internament de Westerbork, fotografiat per Rudolf Breslauer (c. 1942)
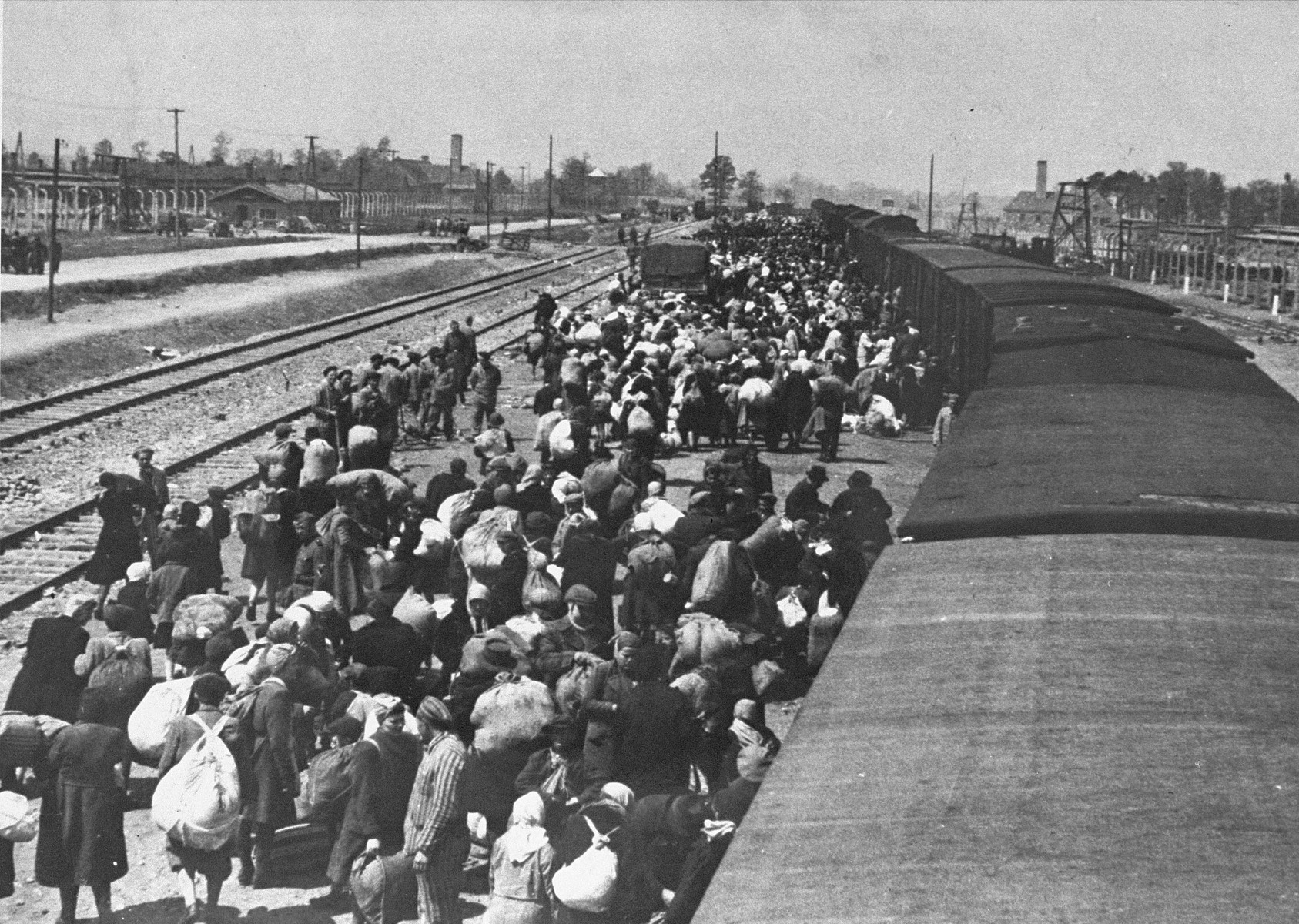
Arribada de deportats a Auschwitz, baixant per la rampa de Birkenau. Les xemeneies al fons pertanyen als forns crematoris II i III, on es troben les sales de desposseïment i les cambres de gas subterrànies (1944)

El 22 de maig de 1944, els gitanos neerlandesos, inclosa Steinbach, arriben a Auschwitz-Birkenau. Els que poden treballar són enviats a les fàbriques alemanyes d'armes i als 3000 restants els gasseguen entre el juliol i el 3 d'agost d'aquest any. Entre ells, a més d'ella, hi ha la seva mare, dues germanes, dos germans, una tia, dos nebots i una neboda. Només el pare de la família va sobreviure; va morir el 1946 i va ser enterrat al cementiri de Maastricht.

## Investigacions per trobar la identitat de Settela Steinbach
Després de la guerra, el fragment de set segons de la pel·lícula de Rudolf Breslauer on apareix Steinbach es va utilitzar en molts documentals. La imatge d'aquesta jove anònima atemorida es converteix en una icona de l'Holocaust. Fins al 1994, només era coneguda com «la nena amb el cap tapat». Se suposava que era jueva, ja que el genocidi del poble romaní (porraimos) és menys conegut pel gran públic.
El desembre de 1992, el periodista neerlandès Aad Wagenaar va començar a investigar la identitat d'aquest nena. Utilitzant la numeració a l'exterior del vagó, (número 10, 16 o 18), així com la seva descripció, i la presència d'una maleta que apareix a la pel·lícula, descobreix que el transport va tenir lloc el 19 de maig de 1944, i que es tractava d'un comboi que barrejava jueus i gitanos neerlandesos. El 7 de febrer de 1994, Crasa Wagner va poder recordar el nom de Settela Steinbach.
La cerca de la identitat de Settela Steinbach es troba documentada al documental de Settela, gezicht van het verleden (1994) ("Settela, La cara del passat") de Cherry Duyns. Aad Wagenaar va publicar la seva recerca al llibre Settela; het meisje heeft haar naam terug (1995) ("Settela: la noia que va recuperar el seu nom").